# Karen Bradley
Karen Anne Bradley, née Howarth le 12 mars 1970 à Newcastle-under-Lyme, est une femme politique britannique, membre du Parti conservateur.

## Biographie
Diplômée de l'université de Londres, elle travaille comme comptable avant d'être élue députée pour la circonscription de Staffordshire Moorlands depuis 2010.
Elle est secrétaire d'État à la Culture du Royaume-Uni de 2016 à 2018, puis secrétaire d'État pour l'Irlande du Nord du 8 janvier 2018 au 24 juillet 2019.

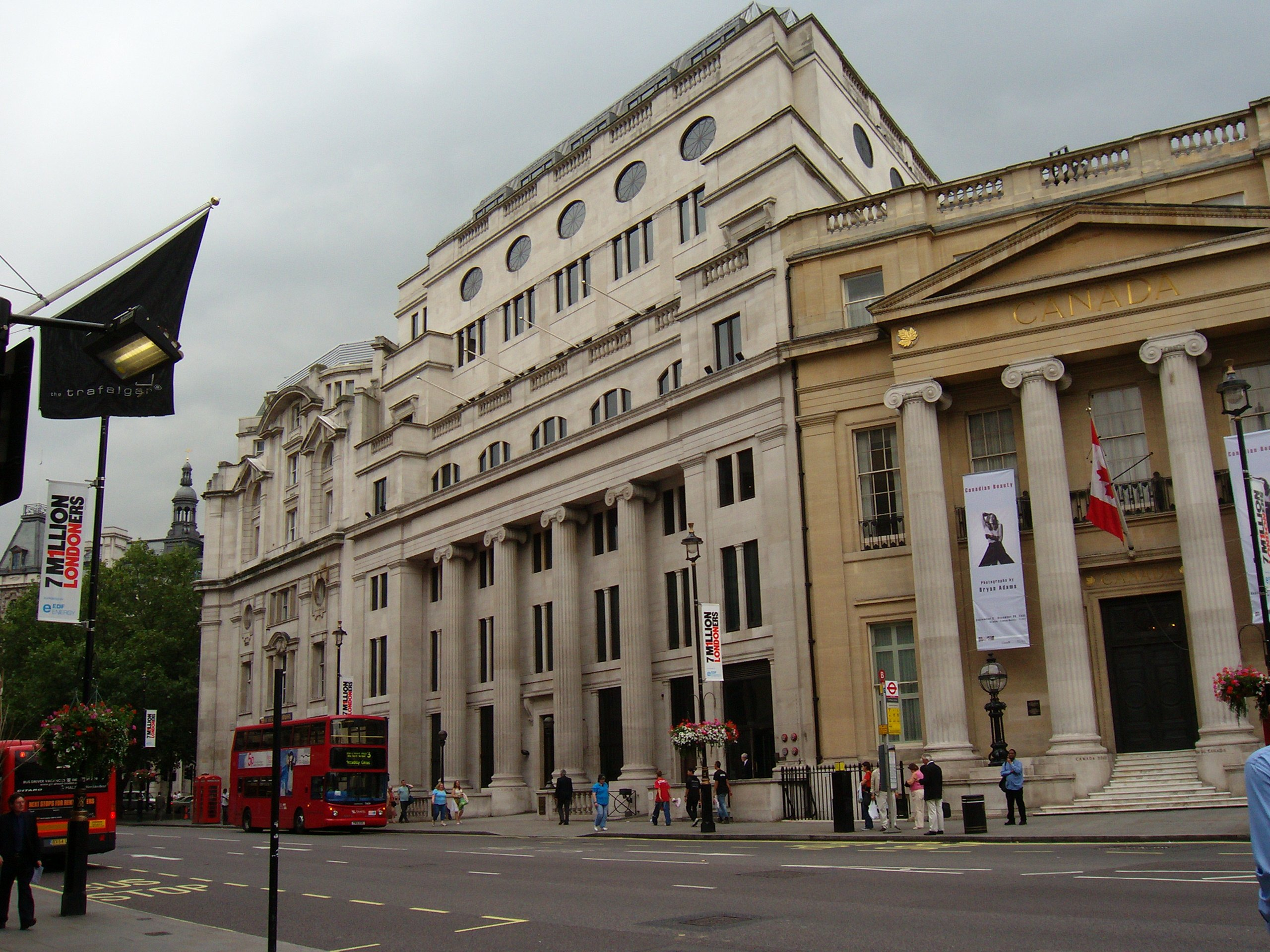
Siège du département de la Culture à Londres.